# Diócesis de Votuporanga
La diócesis de Votuporanga (en latín: Dioecesis Votuporangensis y en portugués: Diocese de Votuporanga) es una circunscripción eclesiástica de la Iglesia católica en Brasil. Se trata de una diócesis latina, sufragánea de la arquidiócesis de São José do Rio Preto. Desde el 20 de julio de 2016 su obispo es Moacir Aparecido de Freitas.

## Territorio y organización
La diócesis tiene 7695 km² y extiende su jurisdicción sobre los fieles católicos de rito latino residentes en 25 municipios del estado de São Paulo: Álvares Florence, Américo de Campos, Buritama, Cardoso, Cosmorama, Floreal, Gastão Vidigal, Lourdes, Macaubal, Magda, Monções, Nhandeara, Nova Luzitânia, Parisi, Paulo de Faria, Planalto, Pontes Gestal, Riolândia, Sebastianópolis do Sul, Tanabi, Turiúba, União Paulista, Valentim Gentil, Votuporanga y Zacarias.
La sede de la diócesis se encuentra en la ciudad de Votuporanga, en donde se halla la Catedral de Nuestra Señora Aparecida.
En 2023 en la diócesis existían 31 parroquias.

## Historia
La diócesis fue erigida por el papa Francisco el 20 de julio de 2016 mediante la bula Brasiliensium fìdelium, obteniendo el territorio de las diócesis de São José do Rio Preto y Jales.
Hasta entonces sufragánea de la arquidiócesis de Ribeirão Preto, el 22 de mayo de 2025 el papa León XIV la transfirió a la nueva provincia eclesiástica de la arquidiócesis de São José do Rio Preto.

## Estadísticas
Según el Anuario Pontificio 2024 la diócesis tenía a fines de 2023 un total de 164 246 fieles bautizados.
| Año                                                                             | Población            | Población | Población      | Sacerdotes | Sacerdotes    | Sacerdotes    | Bautizados por sacerdote | Diáconos permanentes | Religiosos | Religiosos | Parroquias |
| Año                                                                             | Bautizados católicos | Total     | % de católicos | Total      | Clero secular | Clero regular | Bautizados por sacerdote | Diáconos permanentes | Varones    | Mujeres    | Parroquias |
| ------------------------------------------------------------------------------- | -------------------- | --------- | -------------- | ---------- | ------------- | ------------- | ------------------------ | -------------------- | ---------- | ---------- | ---------- |
| 2016                                                                            | 172 500              | 230 000   | 75.0           | 42         | 27            | 15            | 4107                     |                      | 25         | 15         | 28         |
| 2017                                                                            | 179 006              | 255 421   | 70.1           | 30         | 29            | 1             | 5966                     | 5                    | 1          | 4          | 30         |
| 2020                                                                            | 165 340              | 259 300   | 63.8           | 34         | 33            | 1             | 4862                     | 5                    | 1          | 5          | 30         |
| 2022                                                                            | 165 000              | 263 000   | 62.7           | 32         | 31            | 1             | 5156                     | 3                    | 1          | 5          | 30         |
| 2023                                                                            | 164 246              | 260 885   | 63.0           | 32         | 30            | 2             | 5132                     | 6                    | 2          | 8          | 31         |
| Fuente: Catholic-Hierarchy, que a su vez toma los datos del Anuario Pontificio. |                      |           |                |            |               |               |                          |                      |            |            |            |

## Episcopologio
- Moacir Aparecido de Freitas, desde el 20 de julio de 2016